# Intef III
Intef III – czwarty władca starożytnego Egiptu z XI dynastii. Był synem Intefa II, a ojcem Mentuhotepa II. Miał dwie żony - Jah i Henite.
Relief odkryty nieopodal Gebel el-Silsila przedstawia Intefa wraz z żoną Jah, synem Mentuhotepem oraz Chetim, kanclerzem Intefa.
Panował prawdopodobnie w latach 2054-2046 p.n.e. Rozszerzył kraj do XVII nomu w Górnym Egipcie. Był przedstawiony na reliefie ze świątyni Montu w Tod. Został pochowany w el-Tarif w Tebach Zachodnich. Według Kanonu Turyńskiego panował osiem lat. Jego imię zapisano w Sali Przodków w świątyni Amona w Karnaku.

## Tytulatura
| G5 |

| G5 |

| n · xt · x · t | nb · tp | nfr |

| n · xt · x · t | nb · tp | nfr |

| n · xt · x · t | nb · tp | nfr |

| n · xt · x · t | nb · tp | nfr |

| G5 |

| G5 |

| n · xt · x · t | nb · tp | nfr |

| n · xt · x · t | nb · tp | nfr |

| n · xt · x · t | nb · tp | nfr |

| n · xt · x · t | nb · tp | nfr |

| G39 | N5 |

| G39 | N5 |

| G39 | N5 | W25 | N35 · X1 |

| G39 | N5 | W25 | N35 · X1 |

| G39 | N5 | W25 | N35 · X1 |

| G39 | N5 | W25 | N35 · X1 |

| G39 | N5 |

| G39 | N5 |

| G39 | N5 | W25 | N35 · X1 |

| G39 | N5 | W25 | N35 · X1 |

| G39 | N5 | W25 | N35 · X1 |

| G39 | N5 | W25 | N35 · X1 |